# Crepidium maximowiczianum
Crepidium maximowiczianum är en orkidéart som först beskrevs av George King och Robert Pantling, och fick sitt nu gällande namn av Dariusz Lucjan Szlachetko. Crepidium maximowiczianum ingår i släktet Crepidium, och familjen orkidéer. Inga underarter finns listade i Catalogue of Life.